# Schauspiel zum Geburtstag des verehrungswürdigen Herrn Sebastian, des hoch geehrten Regenten Weingartens, am 20. Januar 1717
Das Schauspiel zum Geburtstag des verehrungswürdigen Herrn Sebastian, des hoch geehrten Regenten Weingartens, am 20. Januar 1717 (lat. Drama pro natali reverendissimi domini Sebastiani, Vinearum praesulis amplissimi, anno 1717, die 20. januarii) ist ein von Pater Joachim Braunmüller OSB verfasstes Schauspiel, das am 20. Januar 1717 im Kloster Weingarten aufgeführt wurde, jedoch für den 50. Geburtstag des Abtes Sebastian Hyller am 5. Februar 1717 bestimmt war. Das Stück besteht aus sechs Aufzügen und wird umrahmt von einem musikalischen Vorspiel und einem musikalischen Nachspiel. Es treten in dem Stück fünfundzwanzig Schauspieler und ein Chor auf. Das Stück ist in spätem Latein des 18. Jahrhunderts geschrieben und verherrlicht den im Entstehen begriffenen gewaltigen Neubau der Stiftskirche Basilika St. Martin in Weingarten im Landkreis Ravensburg in Oberschwaben.

## Geschichte
Am 14. März 1715, zwei Tage nach dem Datum des Stiftertestamentes von 1094, begann der Abriss der alten romanischen Klosterkirche. Der Bau der alten Klosterkirche war 1124 begonnen worden, und nach 60-jähriger Bauzeit, 1182, wurde sie geweiht. Sie war schon ein relativ großer repräsentativer romanischer Kirchenbau, von dem mehrere Abbildungen erhalten sind. Jedoch wurden bis auf wenige Seitenaltäre und die Hosanna-Glocke keine Teile des Inventars in den barocken Großbau Hyllers übernommen. Innerhalb von einem halben Jahr war die alte Kirche abgerissen. Die heutige Basilika wurde am 22. August 1715 grundsteingelegt und am 10. September 1724, durch den Fürstbischof von Konstanz Johann Franz Schenk von Stauffenberg geweiht.
Das Erbe der Barockzeit ist sichtbar in säkularen wie geistlichen Bauten, Malerei, Plastik, Literatur und Musik. Wenig bekannt ist das barocke Theaterspiel. In den Klöstern wurde mehrfach im Jahresablauf auf eigens bestehenden Bühnen Theater gespielt. Beliebte Termine waren der Namenstag des Abtes, zum Fest des jeweiligen Ordensheiligen oder am Anfang und Ende des Schuljahres.

## Handlung
Nach einem musikalischen Vorspiel im ersten Aufzug hält eine Person namens Kirchele-Mann mit einem Modell der alten Kirche auf dem Rücken, vor der Kulisse des gerade entstehenden Kirchenneubaus einen Monolog. Er beklagt die Zerstörung des alten Kirchenbaus. Im nächsten Aufzug diskutieren Solicitudo und Curiositas über die Finanzierbarkeit des Kirchenbaus. Curiositas verweist auf den bisher stetig strömenden Strom von  Pilgern, der jährlich zur Reliquie des Heiligen Blutes nach Weingarten kommt und somit die Berechtigung einer so gewaltigen Kirche erhält. In einem weiteren Aufzug überlegen sich Vinea und der Prokurator, ob der nun 1717 schon zwei Jahre vorangehende Bau auch weiterhin wie bisher ohne finanzielle oder bauliche Probleme vonstattengeht. Danach erscheinen zwei Freunde Vineas, die ihr zum Geburtstag gratulieren und Näheres über Vineas Schatz wissen wollen. Daraufhin erscheinen vier Schatzsucher mit Werkzeugen und Wünschelrute, die einen Schatz versuchen zu heben, jedoch in eine unterirdische Mistgrube fallen.

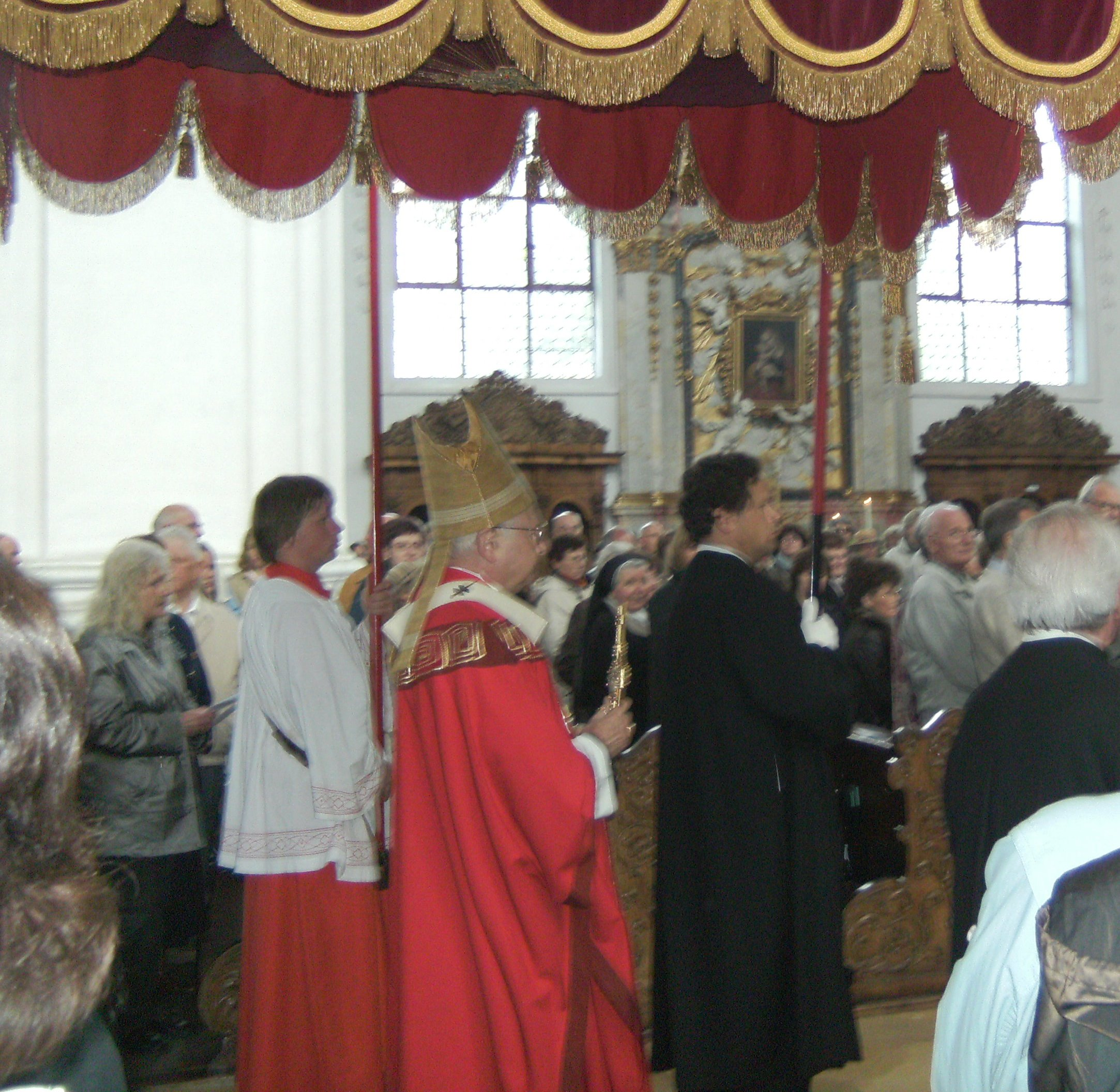
Erzbischof Robert Zollitsch mit der Heilig-Blut-Reliquie

Im Schlussaufzug hebt sich der Vorhang über den Schatz des Klosters. Die Requisiten bestehen aus einer Kaiser- und Königskrone, Szeptern und Schwertern und einer Truhe. Vinea erläutert den Schatz des Klosters und öffnet die Truhe. Sie ist voll mit Schädeln und Gebeinen der welfischen Gründer des Klosters.
Danach erfolgt noch das musikalische Nachspiel in dem Vinea und Austria, die Personifizierung Österreichs über den Wert des Schatzes singen.
Vom göttlichen Blut, von diesem frommen Samen, blüht Austria wird Weingarten reich.
Das Stück endet mit dem Glückwunsch an den Abt zum 50. Geburtstag, dem ein Schild überreicht wird. Das vorliegende Stück hat ein bedeutendes Ereignis des damaligen Klosterstaates zum Thema: den Neubau des zentralen Heiligtums, der erfolgssicher in dem Stück propagiert wird. Das Schauspiel gibt Zeugnis über das kulturelle Leben in der Barockzeit. Die Noten für das Stück wurden bisher nicht mehr aufgefunden.

## Brigantis e montibus murarii
Die lateinische Phrase Brigantis e montibus murarii, kann als Maurer aus dem Bregenzer Wald oder Maurer aus den Räuberbergen übersetzt werden. Immer wieder werden in dem Stück  die Bauleute aus dem Bregenzer Wald, die Auer Zunft, auf die Schippe genommen, teilweise als Schmalz-Säckha beschimpft. Man wirft ihnen vor den Kirchenbau zu überteuern, die Kirche aus Schmalz, Käse, Butter und Fett erbauen zu wollen.
Vos, vos! Brigantinis e montibus murarii, lignarii, isti Waldenses ad omnen luctum meum antesisignani fuere: putant, „die Schmalz-Säckhä“, se novos illoco muros ex caseis compacturos, glutine ex butyro et adipe congestos (...)
Die wortspielerischen Beschimpfungen drehen sich auch um das Wort Wäldler, das auch als Waldenser einer ketzerischen Sekte verstanden werden kann. Die Bauleute werden verdächtigt Ketzer zu sein.